# Gabbija-ana-Aszur
Gabbija-ana-Aszur (akad. Gabbija-ana-Aššur, w transliteracji z pisma klinowego zapisywane mgab-bi-ia-a-na-aš-šur) – wysoki dostojnik za rządów asyryjskiego króla Adad-nirari II (911-891 p.n.e.), wzmiankowany w jednej z inskrypcji tego władcy. W inskrypcji tej, datowanej na 909 r. p.n.e., Adad-nirari II wyznacza Gabbija-ana-Aszura, noszącego tytuł gubernatora prowincji Aszur (šá-kín KUR URU.ŠÀ.URU) oraz Adad-ahu-iddinę, „zarządcę miasta” (ša muḫḫi-āli, zapisywane ša UGU URU), do sprawowania nadzoru nad naprawą licowania muru nabrzeża portowego w Aszur. W jakiś czas później Gabbija-ana-Aszura na jego stanowisku zastąpić musiał Adad-ahu-iddina, gdyż jako eponim w 897 r. p.n.e. to on nosi już tytuł gubernatora prowincji Aszur (šakin libbi-āli, zapisywane šá-kìn URU.ŠÀ.URU).